# Daniel Bisogno
Daniel Omar Aguilar Bisogno (Ciudad de México, 19 de mayo de 1973 - Ciudad de México, 20 de febrero de 2025), fue un presentador de televisión, actor y comediante mexicano, conocido por ser uno de los tres periodistas del programa televisivo Ventaneando.

## Carrera
Daniel Bisogno nació el 19 de mayo de 1973 en la Ciudad de México.
Desde muy joven, mostró un gran interés por los medios de comunicación y comenzó su trayectoria en la televisión durante la década de los 90. Ingresó a TV Azteca gracias al programa Caiga quien caiga. Su gran oportunidad llegó al unirse al equipo de "Ventaneando", el famoso programa de espectáculos de TV Azteca que es conducido por Pati Chapoy y trata del chisme y el análisis televisivo. 
Con el tiempo, se consolidó como una de las voces más destacadas del programa, destacándose por su estilo directo y sarcástico al comentar sobre el mundo del entretenimiento. 
Además de su trabajo como conductor, Bisogno también exploró la actuación y la comedia, participando en obras de teatro como "El Tenorio Cómico" y dando vida a diversos personajes en programas de comedia. También se desempeñó como locutor de radio y participó en el doblaje de películas animadas.
En televisión destacó como presentador en programas como Desafío de estrellas (2006) y Raquel y Daniel (2015).

## Vida personal
Bisogno fue sobrino nieto de Angélica Ortiz quien a su vez fue madre de la actriz y cantante Angélica María, en virtud de ello Bisogno fue sobrino segundo de Angélica María y primo segundo de la hija de ella, Angélica Vale.
En 2001 Bisogno contrajo matrimonio con la periodista Mariana Zavala, ambos se divorciaron en 2005 sin que tuvieran hijos. En 2012 conoció a Cristina Riva Palacio con quién se casó dos años después, fruto de este matrimonio nació su primera y única hija, Michaela, en 2016, la pareja se divorcio en 2019.

## Fallecimiento
Desde mayo de 2023, Bisogno había sido hospitalizado por una complicación hepática, debido a la ruptura de una várice esofágica. Eso solo era el comienzo de una serie de complicaciones médicas, como el retiro de la vesícula biliar, un trasplante de hígado y una infección pulmonar. 
Logró reincorporarse al programa, administrando antibióticos vía intravenosa, pero su salud era vigilada por personal médico, lo que lo limitó en apariciones públicas cerca del estudio.
El 2 de febrero de 2025, su hermano, Alex Bisogno, reveló que el actor padecía de una falla multiorgánica, a caso de una infección en las vías biliares, y fue sometido a una hemodiálisis, fue alimentado por sonda durante su hospitalización, después su hermano Alex difundió el siguiente mensaje: "

“Anímicamente, está triste, no vemos el final del túnel, pero Daniel quiere vivir, tiene una gran fortaleza, los médicos me dijeron que por mucho menos de esto la gente fallece y nosotros con él hasta las últimas”

- Alex Bisogno

Estuvo en terapia intensiva hasta fallecer la noche de 20 de febrero de 2025 en el Hospital Ángeles del Pedregal a los 51 años, debido a complicaciones médicas de un trasplante de hígado y riñones.

## Programas de televisión
- Ventaneando ... 1997-2025
- Tempranito ... 1999-2007[13]
- Venga el domingo ... 2012[14]